# Бахористон (Раштский район)
Бахористо́н (тадж. Баҳористон; в прошлом — Войдара) — село в Раштском районе Таджикистана. Входит в состав сельской общины (джамоата дехота) Калаи-Сурх. Расстояние от села до центра района (пгт Гарм) — 18 км, до центра джамоата (село Калаи-Сурх) — 8 км. Население — 1193 человек (2017 г.), таджики. Население в основном занято сельским хозяйством.